# Toni Polster
Anton "Toni" Polster (født 10. marts 1964 i Wien, Østrig) er en tidligere østrigsk fodboldspiller og nuværende fodboldtræner (står pt. uden klub), der spillede som angriber hos flere europæiske klubber, samt for Østrigs landshold. Af hans klubber kan blandt andet nævnes Austria Wien i hjemlandet, spanske Sevilla FC samt 1. FC Köln i Tyskland.

Han har siden 2010 været træner for 3 hold: LASK Linz II, Wiener Viktoria og senest Admira Wacker

## Landshold
Polster spillede i årene mellem 1982 og 2000 hele 95 kampe for Østrigs landshold, hvori han scorede 44 mål. Dette gør ham til den mest scorende spiller i det østrigske landsholds historie. Han repræsenterede sit land ved både VM i 1990 i Italien samt VM i 1998 i Frankrig.